# Copil (botanică)
Copilii sunt mici tulpini, care se dezvoltă la axila frunzelor și care au un efect negativ asupra dezvoltării armonioase a plantei și asupra fructificării.